# 1. ŽNL Vukovarsko-srijemska 2002./03.
1. ŽNL Vukovarsko-srijemska u sezoni 2002./03. je brojala 16 klubova. Prvenstvo se igralo dvokružno, a prvak bi stekao pravo igranja kvalifikacionih utakmica s prvakom 1. ŽNL Brodsko-posavske, 1. ŽNL Osječko-baranjske ili 1. ŽNL Požeško-slavonske, gdje bi pobjednik u sljedećoj sezoni nastupao u 3. HNL – Istok. Iz lige bi u 2. ŽNL Vukovarsko-srijemsku ispala dva posljednjeplasirana kluba, dok bi u slučaju neuspješnih kvalifikacija za 3. HNL, iz lige ispao i 14oplasirani klub.
Prvenstvo je osvojio NK Borac Bobota, ali se nije uspio kvalificirati u 3. HNL – Istok, jer je u dvomeču izgubio od NK Darda. Iz lige su ispali NK Lipovac, NK Sloga Štitar i NK Lokomotiva Vinkovci.

## Tablica
| Mj. | Klub                              | Sus. | Pobj. | Nerj. | Por. | GR.    | Bod.          |
| --- | --------------------------------- | ---- | ----- | ----- | ---- | ------ | ------------- |
| 1.  | NK Borac Bobota                   | 30   | 17    | 3     | 10   | 63:40  | 54            |
| 2.  | NK Borac Kalistović Drenovci      | 30   | 14    | 8     | 8    | 56:33  | 50            |
| 3.  | NK Frankopan Rokovci-Andrijaševci | 30   | 16    | 4     | 10   | 51:40  | 52            |
| 4.  | NK HAŠK Jadran Stari Jankovci     | 30   | 14    | 7     | 9    | 55:45  | 49            |
| 5.  | NK Nosteria Nuštar                | 30   | 13    | 6     | 11   | 55:45  | 45            |
| 6.  | NK Mladost Antin                  | 30   | 12    | 8     | 10   | 60:61  | 44            |
| 7.  | NK Lovor Nijemci                  | 30   | 12    | 7     | 11   | 42:45  | 43            |
| 8.  | NK Sremac Ilača                   | 30   | 13    | 3     | 14   | 58:49  | 42            |
| 9.  | NK Vuteks-Sloga Vukovar           | 30   | 14    | 3     | 13   | 65:52  | 41 (-4) ↓1    |
| 10. | NK Sinđelić Trpinja               | 30   | 10    | 11    | 9    | 45:41  | 41            |
| 11. | HNK Fruškogorac Ilok              | 30   | 11    | 8     | 11   | 39:40  | 41            |
| 12. | NK Zrinski Bošnjaci               | 30   | 10    | 10    | 10   | 62:56  | 40 ↓3         |
| 13. | NK Tomislav Cerna                 | 30   | 13    | 3     | 14   | 45:48  | 40 (-2) ↓2 ↓3 |
| 14. | NK Lipovac                        | 30   | 11    | 7     | 12   | 47:49  | 40 ↓3         |
| 15. | NK Sloga Štitar                   | 30   | 9     | 8     | 13   | 50:58  | 35            |
| 16. | NK Lokomotiva Vinkovci            | 30   | 3     | 0     | 27   | 32:123 | 9             |

## Rezultati
| NK Sinđelić Trpinja - NK HAŠK Jadran Stari Jankovci 1:3 NK Tomislav Cerna - HNK Fruškogorac Ilok 3:0 NK Lokomotiva Vinkovci - NK Lipovac 0:2 NK Frankopan Rokovci-Andrijaševci - NK Nosteria Nuštar 4:0 NK Sremac Ilača - NK Borac Kalistović Drenovci 2:1 NK Lovor Nijemci - NK Zrinski Bošnjaci 2:0 NK Vuteks-Sloga Vukovar - NK Sloga Štitar 3:1 NK Mladost Antin - NK Borac Bobota 2:1 | NK HAŠK Jadran Stari Jankovci - Borac(B) 2:0 NK Sloga Štitar - NK Mladost Antin 2:2 NK Borac Kalistović Drenovci - NK Lovor Nijemci 3:0 NK Nosteria Nuštar - NK Sremac Ilača 3:1 NK Lipovac - NK Frankopan Rokovci-Andrijaševci 1:1 HNK Fruškogorac Ilok - NK Lokomotiva Vinkovci 3:0 NK Sinđelić Trpinja - NK Tomislav Cerna 3:1 NK Zrinski Bošnjaci - NK Vuteks-Sloga Vukovar 3:1        | NK Lokomotiva Vinkovci - NK Sinđelić Trpinja 0:5 NK Tomislav Cerna - NK HAŠK Jadran Stari Jankovci 0:2 NK Frankopan Rokovci-Andrijaševci - HNK Fruškogorac Ilok 2:0 NK Sremac Ilača - NK Lipovac 6:2 NK Lovor Nijemci - NK Nosteria Nuštar 2:1 NK Vuteks-Sloga Vukovar - NK Borac Kalistović Drenovci 0:4 NK Mladost Antin - NK Zrinski Bošnjaci 1:1 NK Borac Bobota - NK Sloga Štitar 6:0 |
| NK Sinđelić Trpinja - NK Frankopan Rokovci-Andrijaševci 3:1 NK Tomislav Cerna - NK Lokomotiva Vinkovci 2:3 HNK Fruškogorac Ilok - NK Sremac Ilača 1:0 NK Lipovac - NK Lovor Nijemci 1:2 NK Nosteria Nuštar - NK Vuteks-Sloga Vukovar 4:1 NK Borac Kalistović Drenovci - NK Mladost Antin 3:0 NK Zrinski Bošnjaci - NK Borac Bobota 0:4 NK HAŠK Jadran Stari Jankovci - NK Sloga Štitar 1:2 | NK Sremac Ilača - NK Sinđelić Trpinja 1:2 NK Frankopan Rokovci-Andrijaševci - NK Tomislav Cerna 1:0 NK Lokomotiva Vinkovci - NK HAŠK Jadran Stari Jankovci 2:6 NK Lovor Nijemci - HNK Fruškogorac Ilok 3:0 NK Vuteks-Sloga Vukovar - NK Lipovac 4:1 NK Mladost Antin - NK Nosteria Nuštar 2:0 NK Borac Bobota - NK Borac Kalistović Drenovci 1:0 NK Sloga Štitar - NK Zrinski Bošnjaci 2:1 | NK Sinđelić Trpinja - NK Lovor Nijemci 2:1 NK Tomislav Cerna - NK Sremac Ilača 1:0 NK Lokomotiva Vinkovci - NK Frankopan Rokovci-Andrijaševci 1:6 HNK Fruškogorac Ilok - NK Vuteks-Sloga Vukovar 1:0 NK Lipovac - NK Mladost Antin 2:2 NK Nosteria Nuštar - NK Borac Bobota 4:1 NK Borac Kalistović Drenovci - NK Sloga Štitar 2:1 NK HAŠK Jadran Stari Jankovci - NK Zrinski Bošnjaci 2:0 |
| NK Vuteks-Sloga Vukovar - NK Sinđelić Trpinja 3:2 NK Lovor Nijemci - NK Tomislav Cerna 2:1 NK Sremac Ilača - NK Lokomotiva Vinkovci 4:2 NK Frankopan Rokovci-Andrijaševci - NK HAŠK Jadran Stari Jankovci 2:1 NK Mladost Antin - HNK Fruškogorac Ilok 1:0 NK Borac Bobota - NK Lipovac 5:0 NK Sloga Štitar - NK Nosteria Nuštar 2:0 NK Zrinski Bošnjaci - NK Borac Kalistović Drenovci 1:1 | NK Sinđelić Trpinja - NK Mladost Antin 3:2 NK Tomislav Cerna - NK Vuteks-Sloga Vukovar 2:1 NK Lokomotiva Vinkovci - NK Lovor Nijemci 1:5 NK Frankopan Rokovci-Andrijaševci - NK Sremac Ilača 2:0 HNK Fruškogorac Ilok - NK Borac Bobota 0:0 NK Lipovac - NK Sloga Štitar 2:2 NK Nosteria Nuštar - NK Zrinski Bošnjaci 2:2 NK HAŠK Jadran Stari Jankovci - NK Borac Kalistović Drenovci 3:3 | NK Borac Bobota - NK Sinđelić Trpinja 1:0 NK Mladost Antin - NK Tomislav Cerna 4:3 NK Vuteks-Sloga Vukovar - NK Lokomotiva Vinkovci 6:2 NK Lovor Nijemci - NK Frankopan Rokovci-Andrijaševci 2:0 NK Sremac Ilača - NK HAŠK Jadran Stari Jankovci 1:0 NK Sloga Štitar - HNK Fruškogorac Ilok 1:2 NK Zrinski Bošnjaci - NK Lipovac 4:1 NK Borac Kalistović Drenovci - NK Nosteria Nuštar 3:0 |
| NK Sinđelić Trpinja - NK Sloga Štitar 2:2 NK Tomislav Cerna - NK Borac Bobota 2:1 NK Lokomotiva Vinkovci - NK Mladost Antin 1:4 NK Frankopan Rokovci-Andrijaševci - NK Vuteks-Sloga Vukovar 1:0 NK Sremac Ilača - NK Lovor Nijemci 0:1 HNK Fruškogorac Ilok - NK Zrinski Bošnjaci 0:0 NK Lipovac - NK Borac Kalistović Drenovci 0:1 NK HAŠK Jadran Stari Jankovci - NK Nosteria Nuštar 3:0 | NK Zrinski Bošnjaci - NK Sinđelić Trpinja 4:1 NK Sloga Štitar - NK Tomislav Cerna 3:0 NK Borac Bobota - NK Lokomotiva Vinkovci 9:2 NK Mladost Antin - NK Frankopan Rokovci-Andrijaševci 3:2 NK Vuteks-Sloga Vukovar - NK Sremac Ilača 0:3 NK Lovor Nijemci - NK HAŠK Jadran Stari Jankovci 1:1 NK Borac Kalistović Drenovci - HNK Fruškogorac Ilok 1:1 NK Nosteria Nuštar - NK Lipovac 0:2 | NK Sinđelić Trpinja - NK Borac Kalistović Drenovci 0:0 NK Tomislav Cerna - NK Zrinski Bošnjaci 1:1 NK Lokomotiva Vinkovci - NK Sloga Štitar 1:3 NK Frankopan Rokovci-Andrijaševci - NK Borac Bobota 3:1 NK Sremac Ilača - NK Mladost Antin 1:0 NK Lovor Nijemci - NK Vuteks-Sloga Vukovar 0:2 HNK Fruškogorac Ilok - NK Nosteria Nuštar 2:4 NK HAŠK Jadran Stari Jankovci - NK Lipovac 1:0 |
| NK Nosteria Nuštar - NK Sinđelić Trpinja 1:0 NK Borac Kalistović Drenovci - NK Tomislav Cerna 2:0 NK Zrinski Bošnjaci - NK Lokomotiva Vinkovci 6:1 NK Sloga Štitar - NK Frankopan Rokovci-Andrijaševci 1:1 NK Borac Bobota - NK Sremac Ilača 1:0 NK Mladost Antin - NK Lovor Nijemci 1:0 NK Vuteks-Sloga Vukovar - NK HAŠK Jadran Stari Jankovci 1:1 NK Lipovac - HNK Fruškogorac Ilok 3:1 | NK Sinđelić Trpinja - NK Lipovac 3:0 NK Tomislav Cerna - NK Nosteria Nuštar 0:0 NK Lokomotiva Vinkovci - NK Borac Kalistović Drenovci 0:6 NK Frankopan Rokovci-Andrijaševci - NK Zrinski Bošnjaci 3:1 NK Sremac Ilača - NK Sloga Štitar 5:3 NK Lovor Nijemci - NK Borac Bobota 2:1 NK Vuteks-Sloga Vukovar - NK Mladost Antin 6:1 NK HAŠK Jadran Stari Jankovci - HNK Fruškogorac Ilok 1:1 | HNK Fruškogorac Ilok - NK Sinđelić Trpinja 1:1 NK Lipovac - NK Tomislav Cerna 0:0 NK Nosteria Nuštar - NK Lokomotiva Vinkovci 6:1 NK Borac Kalistović Drenovci - NK Frankopan Rokovci-Andrijaševci 4:1 NK Zrinski Bošnjaci - NK Sremac Ilača 2:5 NK Sloga Štitar - NK Lovor Nijemci 0:0 NK Borac Bobota - NK Vuteks-Sloga Vukovar 2:0 NK Mladost Antin - NK HAŠK Jadran Stari Jankovci 0:1 |
| NK HAŠK Jadran Stari Jankovci - NK Sinđelić Trpinja 0:0 HNK Fruškogorac Ilok - NK Tomislav Cerna 2:1 NK Lipovac - NK Lokomotiva Vinkovci 4:1 NK Nosteria Nuštar - NK Frankopan Rokovci-Andrijaševci 2:2 NK Borac Kalistović Drenovci - NK Sremac Ilača 2:1 NK Zrinski Bošnjaci - NK Lovor Nijemci 1:1 NK Sloga Štitar - NK Vuteks-Sloga Vukovar 3:5 NK Borac Bobota - NK Mladost Antin 2:1 | NK Borac Bobota - NK HAŠK Jadran Stari Jankovci 1:1 NK Mladost Antin - NK Sloga Štitar 4:3 NK Lovor Nijemci - NK Borac Kalistović Drenovci 1:0 NK Sremac Ilača - NK Nosteria Nuštar 0:1 NK Frankopan Rokovci-Andrijaševci - NK Lipovac 1:0 NK Lokomotiva Vinkovci - HNK Fruškogorac Ilok 2:1 NK Tomislav Cerna - NK Sinđelić Trpinja 2:0 NK Vuteks-Sloga Vukovar - NK Zrinski Bošnjaci 4:2 | NK Sinđelić Trpinja - NK Lokomotiva Vinkovci 4:1 NK HAŠK Jadran Stari Jankovci - NK Tomislav Cerna 2:0 HNK Fruškogorac Ilok - NK Frankopan Rokovci-Andrijaševci 2:0 NK Lipovac - NK Sremac Ilača 1:1 NK Nosteria Nuštar - NK Lovor Nijemci 4:0 NK Borac Kalistović Drenovci - NK Vuteks-Sloga Vukovar 2:0 NK Zrinski Bošnjaci - NK Mladost Antin 4:4 NK Sloga Štitar - NK Borac Bobota 5:0 |
| NK Frankopan Rokovci-Andrijaševci - NK Sinđelić Trpinja 0:2 NK Lokomotiva Vinkovci - NK Tomislav Cerna 0:2 NK Sremac Ilača - HNK Fruškogorac Ilok 1:0 NK Lovor Nijemci - NK Lipovac 1:3 NK Vuteks-Sloga Vukovar - NK Nosteria Nuštar 1:1 NK Mladost Antin - NK Borac Kalistović Drenovci 2:1 NK Borac Bobota - NK Zrinski Bošnjaci 3:0 NK Sloga Štitar - NK HAŠK Jadran Stari Jankovci 0:2 | NK Sinđelić Trpinja - NK Sremac Ilača 2:1 NK Tomislav Cerna - NK Frankopan Rokovci-Andrijaševci 4:2 NK HAŠK Jadran Stari Jankovci - NK Lokomotiva Vinkovci 5:1 HNK Fruškogorac Ilok - NK Lovor Nijemci 2:3 NK Lipovac - NK Vuteks-Sloga Vukovar 1:1 NK Nosteria Nuštar - NK Mladost Antin 0:0 NK Borac Kalistović Drenovci - NK Borac Bobota 3:0 NK Zrinski Bošnjaci - NK Sloga Štitar 4:1 | NK Lovor Nijemci - NK Sinđelić Trpinja 2:2 NK Sremac Ilača - NK Tomislav Cerna 0:2 NK Frankopan Rokovci-Andrijaševci - NK Lokomotiva Vinkovci 2:0 NK Vuteks-Sloga Vukovar - HNK Fruškogorac Ilok 1:2 NK Mladost Antin - NK Lipovac 1:0 NK Borac Bobota - NK Nosteria Nuštar 1:0 NK Sloga Štitar - NK Borac Kalistović Drenovci 0:0 NK Zrinski Bošnjaci - NK HAŠK Jadran Stari Jankovci 2:0 |
| NK Sinđelić Trpinja - NK Vuteks-Sloga Vukovar 1:4 NK Tomislav Cerna - NK Lovor Nijemci 2:1 NK Lokomotiva Vinkovci - NK Sremac Ilača 2:3 NK HAŠK Jadran Stari Jankovci - NK Frankopan Rokovci-Andrijaševci 2:1 HNK Fruškogorac Ilok - NK Mladost Antin 1:1 NK Lipovac - NK Borac Bobota 3:1 NK Nosteria Nuštar - NK Sloga Štitar 4:1 NK Borac Kalistović Drenovci - NK Zrinski Bošnjaci 3:1 | NK Mladost Antin - NK Sinđelić Trpinja 1:1 NK Vuteks-Sloga Vukovar - NK Tomislav Cerna 4:0 NK Lovor Nijemci - NK Lokomotiva Vinkovci 1:2 NK Sremac Ilača - NK Frankopan Rokovci-Andrijaševci 0:1 NK Borac Bobota - HNK Fruškogorac Ilok 4:1 NK Sloga Štitar - NK Lipovac 1:3 NK Zrinski Bošnjaci - NK Nosteria Nuštar 3:1 NK Borac Kalistović Drenovci - NK HAŠK Jadran Stari Jankovci 0:0 | NK Sinđelić Trpinja - NK Borac Bobota 1:1 NK Tomislav Cerna - NK Mladost Antin 4:2 NK Lokomotiva Vinkovci - NK Vuteks-Sloga Vukovar 0:4 NK Frankopan Rokovci-Andrijaševci - NK Lovor Nijemci 2:0 NK HAŠK Jadran Stari Jankovci - NK Sremac Ilača 4:3 HNK Fruškogorac Ilok - NK Sloga Štitar 1:1 NK Lipovac - NK Zrinski Bošnjaci 1:0 NK Nosteria Nuštar - NK Borac Kalistović Drenovci 4:1 |
| NK Sloga Štitar - NK Sinđelić Trpinja 1:0 NK Borac Bobota - NK Tomislav Cerna 3:1 NK Mladost Antin - NK Lokomotiva Vinkovci 5:1 NK Vuteks-Sloga Vukovar - NK Frankopan Rokovci-Andrijaševci 2:1 NK Lovor Nijemci - NK Sremac Ilača 2:2 NK Zrinski Bošnjaci - HNK Fruškogorac Ilok 2:1 NK Borac Kalistović Drenovci - NK Lipovac 1:1 NK Nosteria Nuštar - NK HAŠK Jadran Stari Jankovci 3:0 | NK Sinđelić Trpinja - NK Zrinski Bošnjaci 1:1 NK Tomislav Cerna - NK Sloga Štitar 2:1 NK Lokomotiva Vinkovci - NK Borac Bobota 1:2 NK Frankopan Rokovci-Andrijaševci - NK Mladost Antin 2:1 NK Sremac Ilača - NK Vuteks-Sloga Vukovar 2:1 NK HAŠK Jadran Stari Jankovci - NK Lovor Nijemci 1:2 HNK Fruškogorac Ilok - NK Borac Kalistović Drenovci 3:1 NK Lipovac - NK Nosteria Nuštar 4:2 | NK Borac Kalistović Drenovci - NK Sinđelić Trpinja 1:1 NK Zrinski Bošnjaci - NK Tomislav Cerna 3:0 NK Sloga Štitar - NK Lokomotiva Vinkovci 4:1 NK Borac Bobota - NK Frankopan Rokovci-Andrijaševci 3:0 NK Mladost Antin - NK Sremac Ilača 1:4 NK Vuteks-Sloga Vukovar - NK Lovor Nijemci 3:1 NK Nosteria Nuštar - HNK Fruškogorac Ilok 0:1 NK Lipovac - NK HAŠK Jadran Stari Jankovci 5:2 |
| NK Sinđelić Trpinja - NK Nosteria Nuštar 1:1 NK Tomislav Cerna - NK Borac Kalistović Drenovci 6:2 NK Lokomotiva Vinkovci - NK Zrinski Bošnjaci 0:4 NK Frankopan Rokovci-Andrijaševci - NK Sloga Štitar 2:1 NK Sremac Ilača - NK Borac Bobota 4:1 NK Lovor Nijemci - NK Mladost Antin 3:3 NK HAŠK Jadran Stari Jankovci - NK Vuteks-Sloga Vukovar 2:1 HNK Fruškogorac Ilok - NK Lipovac 3:1 | NK Lipovac - NK Sinđelić Trpinja 3:0 NK Nosteria Nuštar - NK Tomislav Cerna 3:2 NK Borac Kalistović Drenovci - NK Lokomotiva Vinkovci 5:1 NK Zrinski Bošnjaci - NK Frankopan Rokovci-Andrijaševci 3:3 NK Sloga Štitar - NK Sremac Ilača 2:1 NK Borac Bobota - NK Lovor Nijemci 3:0 NK Mladost Antin - NK Vuteks-Sloga Vukovar 2:4 HNK Fruškogorac Ilok - NK HAŠK Jadran Stari Jankovci 5:1 | NK Sinđelić Trpinja - HNK Fruškogorac Ilok 1:1 NK Tomislav Cerna - NK Lipovac 1:0 NK Lokomotiva Vinkovci - NK Nosteria Nuštar 2:4 NK Frankopan Rokovci-Andrijaševci - NK Borac Kalistović Drenovci 2:0 NK Sremac Ilača - NK Zrinski Bošnjaci 6:6 NK Lovor Nijemci - NK Sloga Štitar 1:1 NK Vuteks-Sloga Vukovar - NK Borac Bobota 2:4 NK HAŠK Jadran Stari Jankovci - NK Mladost Antin 5:7 |

## Kvalifikacije za 3. HNL – Istok
NK Borac Bobota - NK Darda 1:3
NK Darda - NK Borac Bobota 5:1
U 3. HNL – Istok se plasirala NK Darda.